# Parroco

Stemma di parroco.

Il parroco è il presbitero che il vescovo invia a presiedere una parrocchia.
L'autorità del parroco è dipendente da quella del vescovo, per realizzare gli orientamenti che questi propone alla sua diocesi. Quando un parroco detiene una qualche giurisdizione sulle parrocchie limitrofe, riunite in unità pastorali, foranie, vicariati o decanati, o presiede un capitolo canonico, prende il titolo di moderatore, vicario, prevosto, arciprete o decano. Gli stessi titoli possono essere spesso attribuiti anche per ragioni onorifiche.

## Storia e significato del nome

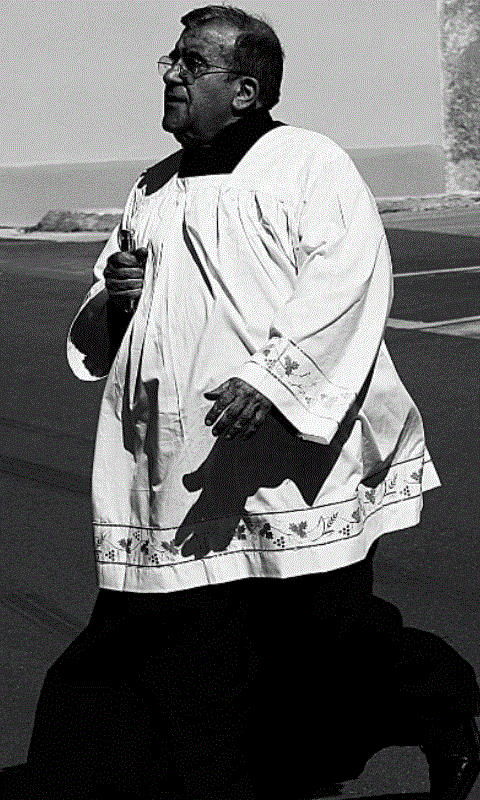
Don Tito Timpani, parroco e presbitero di Riardo

Il termine viene dal greco antico πάροχος (pàrochos), derivante dal verbo παρέχω (parécho, "io somministro"), e si riferiva a colui che, per incarico dello stato, forniva vitto e alloggio ai pubblici funzionari di passaggio. Successivamente il termine è stato reinterpretato secondo parrocchia, da cui differisce tuttavia per etimologia.

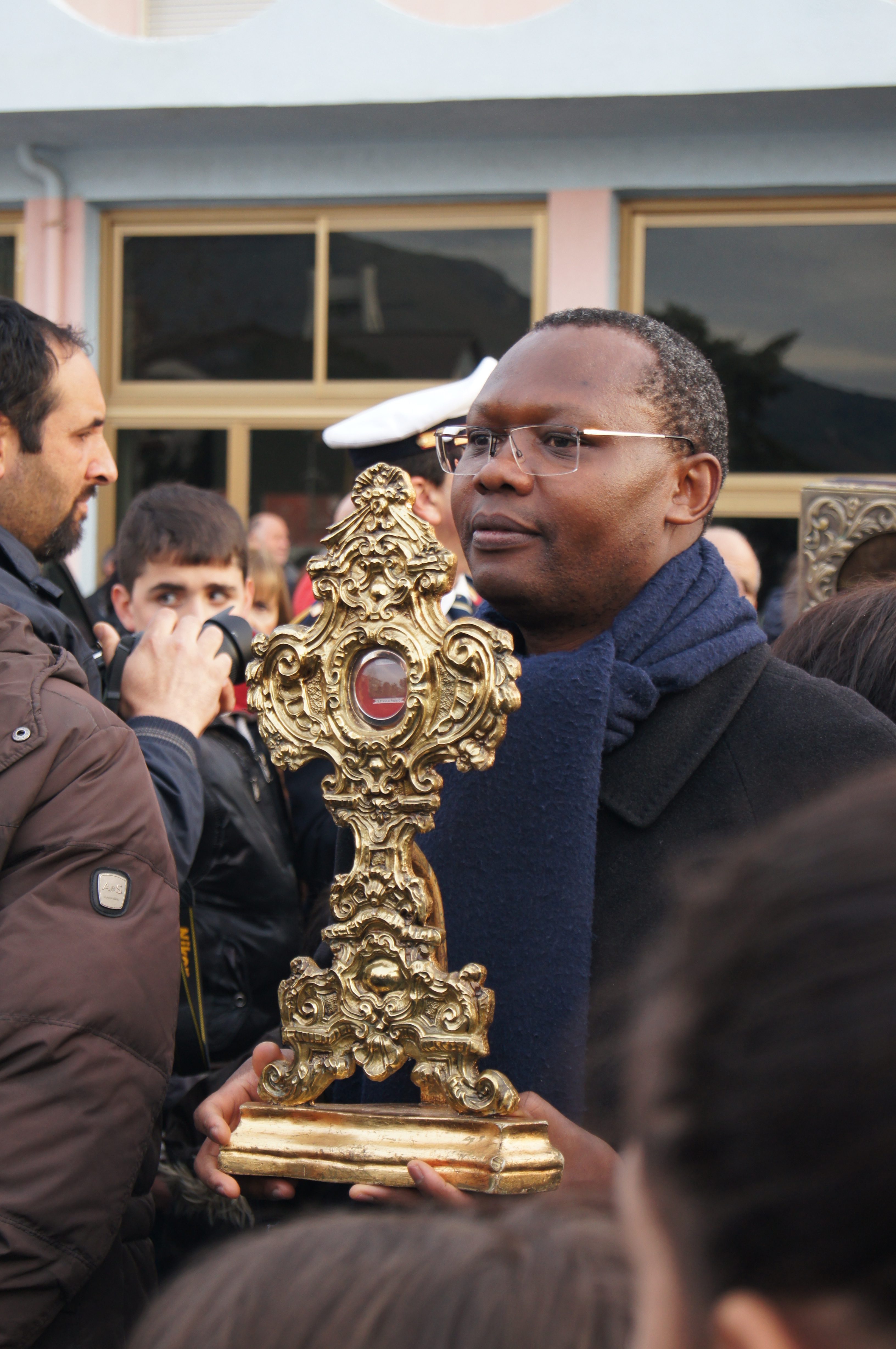
Il parroco di Campora San Giovanni, don Apollinaris Mashughuli Massawe

La figura del parroco nasce contestualmente alla parrocchia, nel momento in cui con l'espansione delle comunità cristiane la cattedrale non poteva più soddisfare compiutamente alle necessità dei fedeli. Per questo motivo, e per il fatto che molti cristiani vivevano lontano dalla cattedrale, si rese necessario aprire luoghi di culto decentrati, che il vescovo affidava alla cura pastorale di un presbitero.
Viene appellato col prefisso “don” davanti al nome.

## Diritto canonico
Nella Chiesa cattolica latina il ministero dei parroci è regolato dal codice di diritto canonico ai canoni 515-552.
Il can. 519 situa il ministero del parroco nel contesto della vita ecclesiale:
In base al can. 522:
In Italia la Conferenza episcopale ha disposto che, quando la nomina viene fatta a tempo, abbia la durata di nove anni.
La giurisprudenza ecclesiastica prevedeva anticamente il diritto di giuspatronato. Tale diritto, non previsto a partire dall'attuale codice del 1983, è tuttavia ancora rimasto in vigore in alcune parrocchie e prevede la possibilità per una famiglia ("giuspatronato privato") o per la comunità intera ("giuspatronato popolare") di scegliere il proprio pastore. È sempre meno diffuso, ma resiste in alcuni luoghi quello popolare da un punto di vista formale, dove la nomina del vescovo deve essere ratificata da associazioni o raramente da elezioni. Spesso il tentativo della Chiesa non riesce a terminare questo istituto, che viene difeso come legame con le tradizioni di una comunità più che per questioni di reale potere. In alcune parrocchie esiste ancora anche il giuspatronato privato. Dove l'istituto ancora esiste, riguarda solo l'incarico di parroco titolare e non quello di amministratore parrocchiale, motivo per cui spesso il vescovo nomina un amministratore e non un parroco a pieno titolo.
Il parroco può essere assistito nelle sue funzioni da altri presbiteri (vicario parrocchiale), diaconi e fedeli laici. Quando una o più parrocchie sono affidate dal vescovo alla cura pastorale di un gruppo di sacerdoti, il vescovo nomina un parroco moderatore che dirige l'attività degli altri parroci e risponde davanti al vescovo (can. 517).
Dopo la presa di possesso, come il vescovo, esercita nella parrocchia i tria munera Christi: ha il dovere di insegnare, santificare e governare. In particolare, ha l'obbligo di celebrare la Messa nelle domeniche e feste di precetto, di amministrare i sacramenti, guidare le processioni, impartire la benedizione apostolica e le benedizioni solenni fuori dalla chiesa (can. 530). 
Ha l'obbligo di risiedere vicino alle chiese, salvo dispensa dell'ordinario diocesano, ad esempio perché appartiene ad un ordine religioso, un istituto secolare o una società di vita apostolica o comunque risiede insieme ad altri presbiteri (can 533).
In tutti i negozi egli è il rappresentante legale della parrocchia, la quale gode di personalità giuridica; ha il compito di curare la diligente amministrazione dei beni ecclesiastici (can. 532), la disponibilità di un sigillo parrocchiale e la tenuta dei libri parrocchiali e del loro archivio o tabularium (can. 535).
Ha diritto a un mese di ferie all'anno, anche non continuative, oltre ai periodi per i ritiri spirituali da comunicarsi al vescovo (can. 533 § 2).
Le offerte sono normalmente devolute al fondo parrocchiale, salvo diversa espressa indicazione dell'offerente (can .531). Se la parrocchia è affidata ad un istituto secolare o ad una società di vita apostolica, l'attività, le persone impiegate e gli aspetti economici sono regolati da una convenzione fra quest'ultima e il vescovo (can. 520 § 2).

## Chiese evangeliche
In alcune chiese evangeliche di lingua italiana (ad esempio la chiesa evangelica riformata della Val Bregaglia), lo stesso pastore protestante è pure chiamato "parroco".